# Liebe am Fjord – Unterm Eis
Unterm Eis ist ein deutscher Fernsehfilm von Jörg Grünler aus dem Jahr 2015. Es handelt sich um die neunte Episode der ARD-Filmreihe Liebe am Fjord, wobei die einzelnen Filme verbindet, dass sie vor der Kulisse norwegischer Fjorde angesiedelt sind und romantische Melodramen zum Inhalt haben. David Rott ist als Isak Nerhus zu sehen, dessen Verhältnis zu seinem von Henry Hübchen gespielten Vater Thore problematisch ist. Renate Krößner ist als Isaks Mutter Ingrid Nerhus besetzt, Lucas Prisor als dessen Bruder Jonas. In weiteren tragenden Rollen agieren Julia Hartmann, Friederike Linke und Annika Blendl.

## Handlung
Es ist einige Zeit vergangen, seit Isak Nerhus seinen Heimatort verlassen hat. Nun kommt er zurück, um auf Bitten seines älteren Bruders Jonas die Taufe des kleinen Eyrik, Sohn von Jonas und dessen Frau Malin, im Familien- und Freundeskreis mitzufeiern. Isak wird von seinem Vater Thore vom Flughafen abgeholt. Die Beziehung zwischen Vater und Sohn ist problematisch, seit Isak seine Familie verlassen und ein Studium der Informatik im fernen Ålesund aufgenommen hat. Isaks Vater hätte gern gesehen, dass seine Söhne die seit 48 Jahren in Familienbesitz befindliche Schreinerei zusammen geführt hätten. Isak hat sich inzwischen in der Stadt beruflich verwirklicht und lebt mit Stella Ytterdal zusammen, die ebenfalls Informatik studiert hat.
Isak und Jonas verstehen sich gut und sind sich herzlich zugetan. Es ist Jonas Idee, am Tag vor der Tauffeier noch schnell zu einer Gletschertour aufzubrechen, wie in früheren Zeiten. Jonas versichert seiner Frau Malin, dass sie am frühen Nachmittag zurück seien, um bei den Vorbereitungen zu helfen. Auf dem Gipfel angekommen druckst Jonas herum, sodass Isak das Gefühl hat, dass sein Bruder ihm irgendetwas anvertrauen möchte. Jonas belässt es jedoch bei Andeutungen. Während der Abfahrt der Brüder löst sich urplötzlich ein Schneebrett und verursacht eine Lawine, die Jonas unter sich begräbt. Isak wird verletzt geborgen und erwacht erst wieder im Krankenhaus. Von seiner Mutter erfährt er, dass die Bergwacht Jonas bisher nicht finden konnte und die bestehende Lawinengefahr eine Suche zusätzlich erschwert.
Die Hoffnung, Jonas noch lebend bergen zu können, schwindet zusehends als die Tage verstreichen und er unauffindbar bleibt. Thore Nerhus ist sich sicher, dass das Eis seinen Sohn noch nicht freigeben wird, um ihn wenigstens angemessen verabschieden zu können. Isak ist erfüllt von Schuldgefühlen, dass Jonas, verheiratet und zweifacher Vater, Opfer der Lawine geworden ist und nicht er. Auch Malin gibt ihm unterschwellig die Schuld an dem, was geschehen ist. Zudem war Jonas die Stütze der Großschreinerei und die Familie insoweit auf ihn angewiesen. Isak tut sich zusätzlich schwer mit der Situation, da er sich immer schon sicher war, von seiner Familie nicht wirklich anerkannt zu werden. Ihm wird wieder einmal schmerzlich bewusst, dass sein Vater mit seinem Beruf als Informatiker nichts anfangen kann und ihm den Respekt insoweit versagt.
Isak flüchtet in seine Wohnung nach Ålesund, kommt jedoch auch hier nicht zur Ruhe, zu widerstreitend sind seine von tiefer Trauer durchzogenen Gefühle. Es treibt ihn jedoch zurück in seinen Heimatort, in den auch seine und seines Bruders Freundin aus Kindertagen Oda Wahlstrom mit ihrer kleinen Tochter Emma zurückgekehrt ist und zu der Isak sich immer noch stark hingezogen fühlt. Auch kann er die Bitte seines Vaters, ihn in der Firmenleitung zu unterstützen, da er den Betrieb sonst verkaufen müsse, nicht so einfach beiseiteschieben, zumal sein Vater damit zu kämpfen hat, dass seine Sehkraft zusehends geringer wird. Oda ist es, die ihm von einer Beobachtung erzählt, die nahelegt, dass Jonas eine Geliebte hatte, auch wenn Isak das zuerst gar nicht glauben kann. Ein Gespräch mit Stine Hellström, die ebenfalls verheiratet ist und zwei Kinder hat, belehrt ihn jedoch eines Besseren. Man kommt überein, Malin in ihrer ohnehin schon schwierigen Situation nicht noch zusätzlich mit einer solchen Offenbarung zu belasten.
So verspricht Isak seinem Vater, darüber nachzudenken, ob er in die Firma einsteigt. Es kommt zu einer Trennung zwischen ihm und Stella und einer Aussprache mit Oda, die ihm versichert, dass sie nie aufgehört habe, ihn zu lieben. Isak glaubt jedoch, dass er der Verursacher von Problemen sei, die überall dort auftauchen würden, wo er sich aufhalte, und flüchtet ohne angemessene Bekleidung in die Berge. Oda macht sich starke Sorgen und spricht mit Thore und Ingrid Nerhus, die die Bergwacht verständigen. Tatsächlich stößt Isak in den Bergen auf seinen toten Bruder, als er im Schnee einen Teil dessen roten Anoraks entdeckt. Die Familie kann Jonas nun zumindest verabschieden. Seine letzte Ruhe soll er dort finden, wo er die Anlage eines Windparks geplant hatte mit Blick auf den Fjord. Zwischen Isak und seinem Vater findet eine Annäherung statt, die alles ein wenig leichter macht.

## Produktion

### Produktionsnotizen, Dreharbeiten
Der Film wurde von der Letterbox Filmproduktion GmbH, Studio Hamburg FilmProduktion GmbH erstellt. Die Redaktion lag bei Stefan Kruppa und Sascha Schwingel, die Aufnahmeleitung bei Lena Reuter, die Produktionsleitung bei Hartmut Damberg und die Herstellungsleitung bei Sibylle Maddauss und Kirsten Frehse (ARD Degeto).

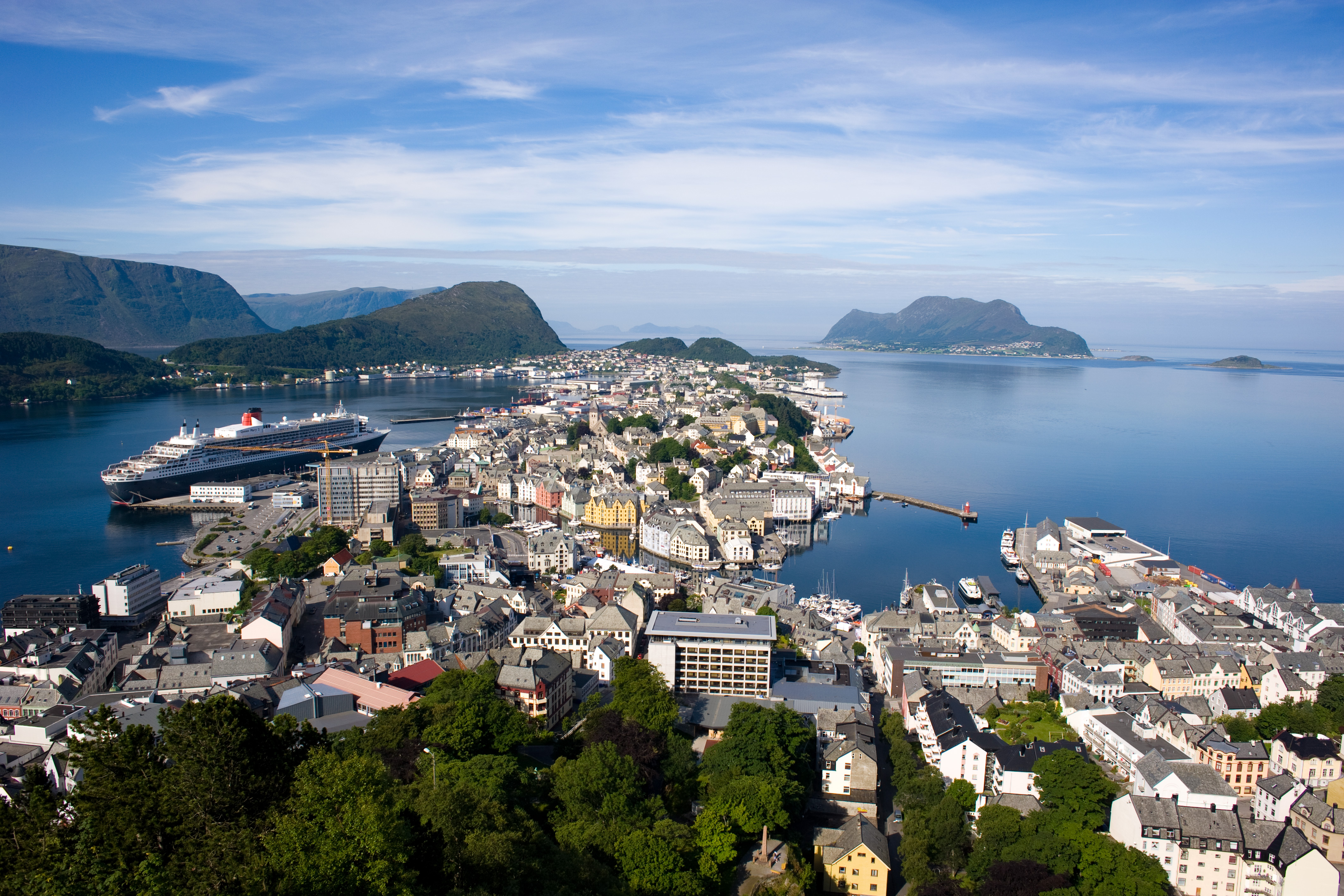
Ålesund, einer der Drehorte des Films

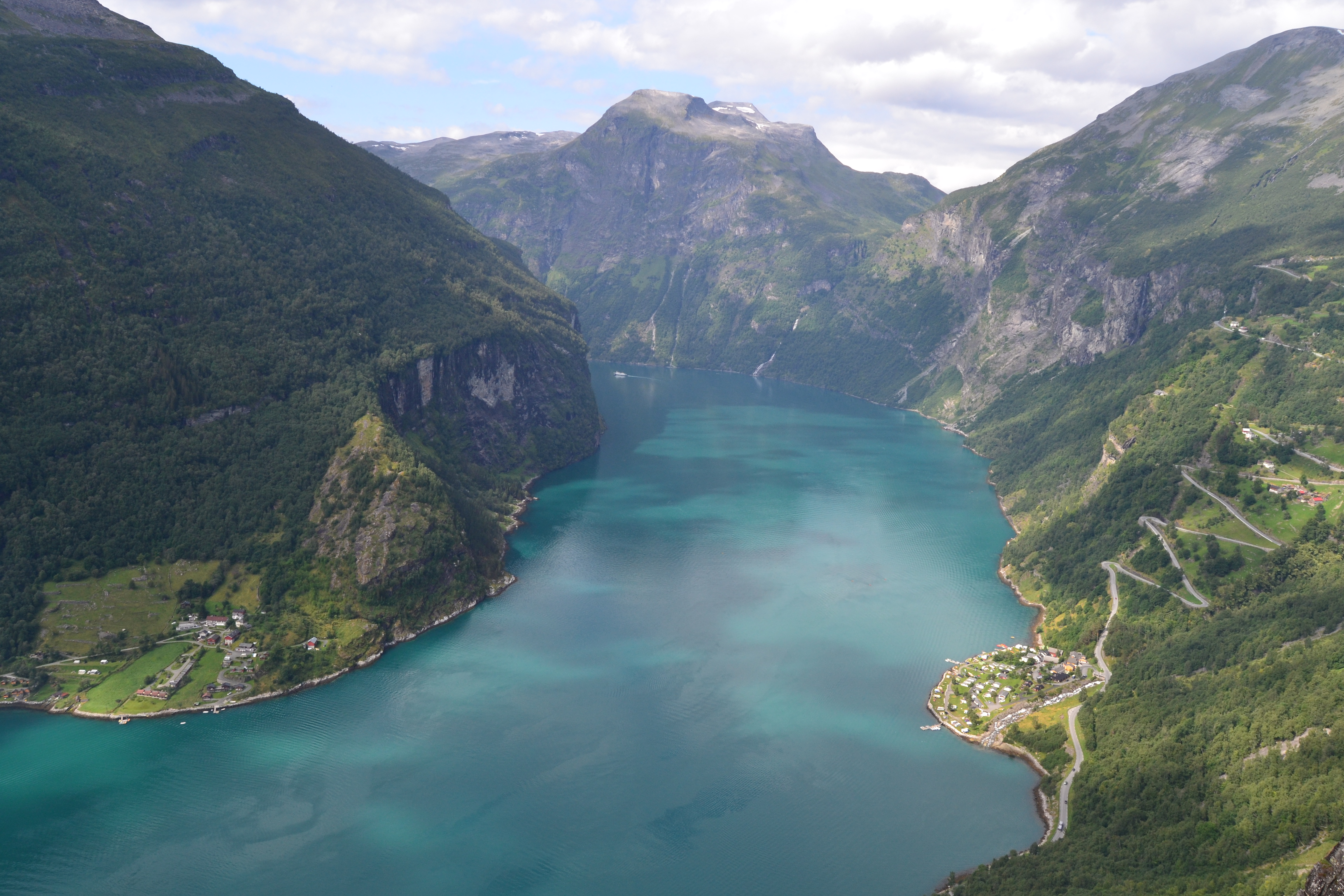
Geirangerfjord, weiterer Drehort

Die Aufnahmen für den Film entstanden im Zeitraum 12. Mai bis 12. Juni 2014 an Schauplätzen in Norwegen, so in Norddal, Geiranger, Valldal, Ålesund und Haramsøy.
Auf der Seite MDR-Fernsehen heißt es: „Das Drama des preisgekrönten Regisseurs Jörg Grünler handelt von existenziellen Fragen um Selbstfindung und Verantwortung. Die eindrucksvolle, wildromantische Berglandschaft Norwegens wird dabei zu einem subtilen Sinnbild für die verhärteten Konflikte der Menschen, die allmählich aufgebrochen werden.“
David Rott, der Darsteller des Isak, äußerte gegenüber der Deutschen Presse-Agentur, als er zum Drehort gereist sei, habe er angefangen, einfach eine Befragung mit sich selbst zu machen: „Wie stelle ich mich zu der Figur, wie würde ich mich verhalten.“ Das sei ein spannender Prozess gewesen. Auch er habe nicht gewusst, wie man sich in so einem Fall adäquat verhalte. Es gehe für Isak um die Suche nach seiner Balance und nach seiner Daseinsberechtigung.

### Veröffentlichung
Die Erstausstrahlung des Films fand am Freitag, dem 6. Februar 2015, im Programm der ARD Das Erste statt.

## Kritik
Die Kritiker der Fernsehzeitschrift TV Spielfilm gaben dem Film für Anspruch und Action je einen von drei möglichen Punkten, für Spannung zwei und die bestmögliche Wertung, indem sie mit dem Daumen nach oben zeigten und feststellten: „Imposante Bilder, mit Hang zur Pilcherei.“
Tilmann P. Gangloff sprach in der Frankfurter Rundschau von einem „sehenswerten Drama“, in dem „erst ein Todesfall“ dazu führe, „dass verkrustete Familienstrukturen aufbrechen“. Das Drama sei „ohnehin immer dann am stärksten, wenn sich der ‚Fjord‘-erfahrene Grünler auf die handelnden Personen  und somit auf seine Darsteller konzentrier[e]“. Der Titel des Films sei „klug gewählt“. ‚Unterm Eis‘ beziehe sich „vordergründigh darauf, dass die Suchtrupps den Leichnam des von einer Lawine begrabenen Jonas nicht finden“ könnten, was es für die Familie „schwer“ mache, „Abschied zu nehmen“. „Hintergründig“ seien „aber fraglos auch der fast frostige Umgang der Eltern mit ihrem jüngsten Sohn und die verkrusteten familiären Strukturen“ gemeint. […] „Umso eindrucksvoller“ sei „die Leistung David Rotts, der die innere Zerrissenheit Isaks ganz sparsam und doch stets spürbar vermitt[le]“. Es spreche „für die Qualität von Buch und Regie, dass ‚Unterm Eis‘“ im Ergebnis von „früheren Degeto-Filmen auch dank der ausgezeichneten darstellerischen Leistungen meilenweit entfernt“ sei.
Auch auf der Seite Der Westen war man der Ansicht, dass der Zuschauer auf dem ARD-Sendeplatz am Freitagabend „ziemlich seichte Filme“ gewohnt gewesen sei, sich jedoch mit ‚Unterm Eis‘ „der Änderungsprozess“ fortsetze. Seit einiger Zeit seien dort „erfrischend andere, weil ernsthaftere Filme zu sehen“. Dieses Familiendrama füge sich gut in diese neue Entwicklung ein. David Rott (37) spiele „diesen jungen Mann, der sich ungeliebt und nicht anerkannt fühl[e] und auf der Suche nach sich selbst [sei], mit erkennbarer Zerrissenheit“. […] ‚Unterm Eis‘ habe „Elemente eines modernen Heimatfilms, aber vielmehr“ sei der Film „ein psychologisch-hintergründiges Kammerspiel mit einem jungen, eher stillen Helden“. Und das werde „durch die großartige Landschaft in der Nähe des norwegischen Geirangerfjords (bekannt für seinen wunderschönen Wasserfall ‚Die sieben Schwestern‘) durchaus eindrucksvoll untermauert“.
Auch Kino.de sah einen offenkundigen Wandel des Freitagsfilms im Ersten, der sich „an den Filmen aus Norwegen besonders gut ablesen“ lasse. ‚Unterm Eis‘ erzähle „vor norwegischer Kulisse“ ein „sehenswertes Familiendrama mit David Rott als Sohn, der sich ungeliebt und unverstanden“ fühle.
Der Filmdienst schrieb: „Ein von ausdrucksstarken Bildern einer urigen Landschaft beseeltes Familiendrama; Ansätze einer muffigen Heimatfilm-Attitüde machen die guten Schauspieler weitgehend vergessen. – Ab 14.“